# Reino de Kediri
Kediri o Kadiri (también conocido como Panjalu) fue un reino hindú javanés con sede en Java Oriental desde 1042 hasta alrededor de 1222. A pesar de la falta de restos arqueológicos, la era de Kediri vio un gran desarrollo en la literatura clásica. El Kakawin Bharatayuddha de Mpu Sedah, Gatotkacasraya de Mpu Panuluh y Smaradhana de Mpu Dharmaja fueron escritos en esta era. Se cree que la capital del reino se estableció en la parte occidental del valle del río Brantas, en algún lugar cerca de la moderna ciudad de Kediri y la regencia de Kediri circundante.

## Etimología y nombres
El nombre "Kediri" o "Kadiri" deriva de la palabra sánscrita Khadri que significa Morera india (Morinda citrifolia), conocida localmente como pacé o árbol mengkudu. La corteza de morinda produce un tinte de color marrón violáceo para hacer batik, mientras que su fruto tiene valores medicinales. Existe una ciudad con un nombre similar, Kadiri en Andhra Pradesh, India.
El reino también se conocía como Panjalu como el reino gemelo con Jenggala. Durante el reinado de Jayakatwang que revivió la efímera segunda dinastía de Kadiri, el reino también se conoce como Gelang-gelang o Gegelang. Aparte de Kadiri, el reino también se conocía a menudo como Daha o Dahana, en honor a su capital. El nombre "Daha" se usó en el período posterior de Majapahit, como sede de la corte rival de Trowulan.

## Fundación de Kediri
El Reino de Kediri es el sucesor del reino Kahuripan de Airlangga, y se pensó como la continuación de la dinastía Isyana en Java. En 1045, Airlangga dividió su reino en dos, Janggala y Panjalu (Kediri), y abdicó a favor de sus hijos para vivir como un asceta. Murió cuatro años después.: 146–147, 158 

## Reinado de los reyes de Kediri

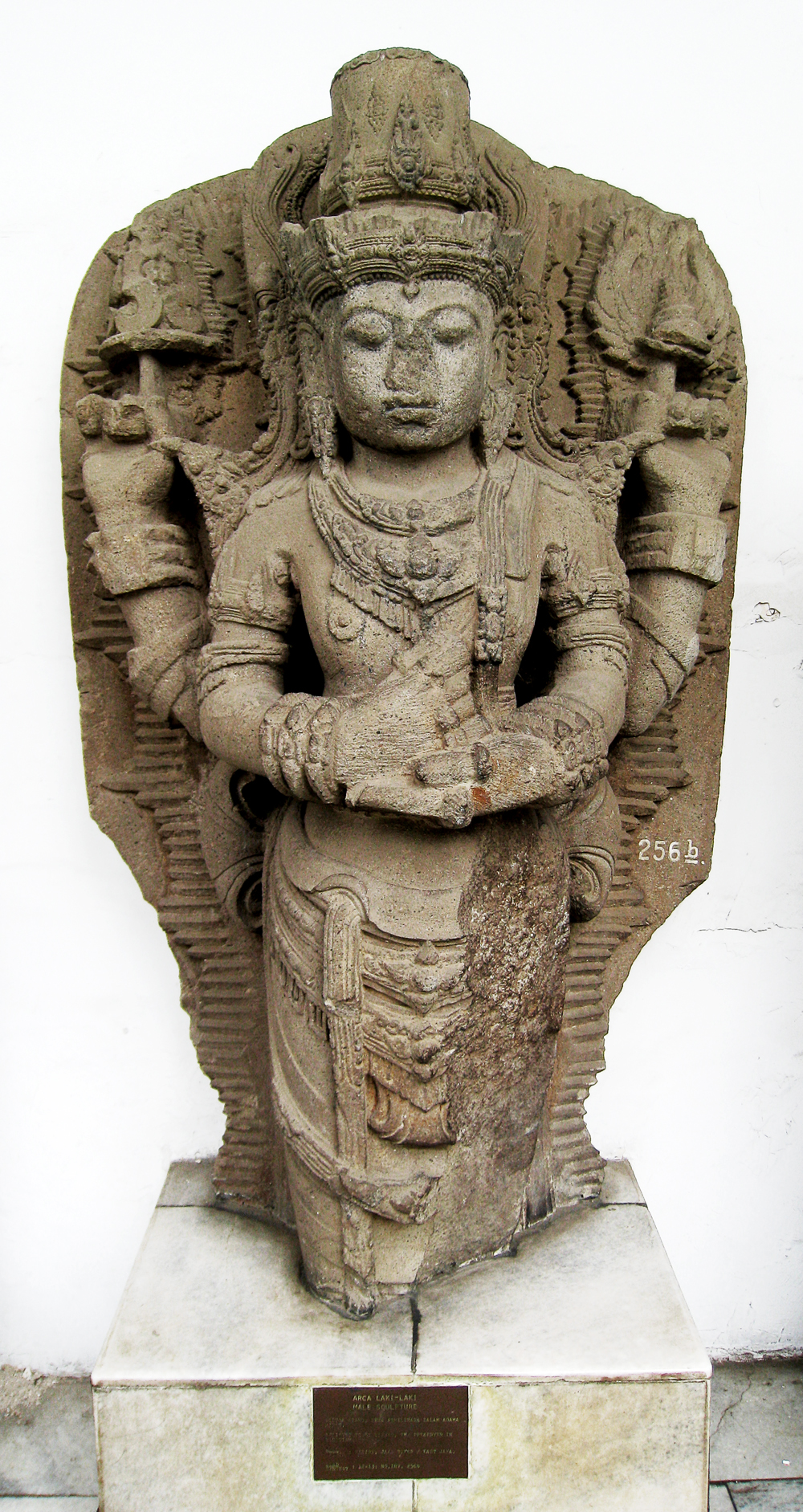
Estatua de Vishnu. Kediri, Java Oriental, alrededor del -

El primer rey de Kediri en dejar registros históricos fue Çri Jayawarşa Digjaya Çāstaprabhu (1104-1115). En su inscripción fechada en 1104, como Airlangga, afirmó ser la encarnación o Avatar de Vishnu.
El segundo rey fue Kameçvara. Su nombre real era Çri Maharaja Rake Sirikan çri Kameçvara Sakalabhuwanatustikarana Sarwaniwaryyawiryya Parakrama Digjayottunggadewa. El Lanchana (sello real) de su reinado era una calavera con una luna creciente llamada chandrakapala, el símbolo de Shiva. Durante su reinado, Mpu Dharmaja escribió el Smaradhana, en el que el rey era adorado como la encarnación de Kamajaya, el dios del amor, y su ciudad capital, Dahana, era admirada en todo el mundo conocido. La esposa de Kameçvara, Çri Kirana, fue conocida como la encarnación de Kamaratih, diosa del amor y la pasión. Los cuentos de esta historia, conocida como Ciclo Panji, se extendieron por todo el sudeste asiático hasta Siam.
Jayabhaya (1130-1160) sucedió a Kameçwara. Su nombre real era Çri Maharaja çri Dharmmeçwara Madhusudanawataranindita Suhrtsingha Parakrama Digjayottunggadewa. El Lanchana (sello real) de su reinado fue Narasingha. El nombre de Jayabhaya fue inmortalizado en el Kakawin Bharatayuddha de Sedah, una versión javanesa del Mahabharata, escrito en 1157. Este Kakawin fue perfeccionado por su hermano, Mpu Panuluh. Mpu Panuluh escribió Hariwangsa y Gatotkacasraya. El reinado de Jayabhaya se consideró la edad de oro de la literatura javanesa antigua. El Prelambang Joyoboyo, un libro profético atribuido a Jayabhaya, es bien conocido entre los javaneses. Predijo que el archipiélago sería gobernado por una raza blanca durante mucho tiempo, luego una raza amarilla por un corto tiempo y luego volvería a ser glorioso. Las profecías de Jayabhaya mencionan a Ratu Adil, el Príncipe Justo, una figura popular recurrente en el folclore javanés. Durante el reinado, Ternate fue un estado vasallo de Kediri.
El sucesor de Jayabhaya fue Sarwweçwara (1160-1170), sucedido por Aryyeçwara (1170-1180), quien usó a Ganesha como su Lanchana real. El siguiente monarca fue Gandra; su nombre rela era Çri maharaja çri Kroncarryadipa Handabhuwanapalaka Parakramanindita Digjayottunggadewanama çri Gandra. Una inscripción (fechada en 1181) de su reinado documenta el comienzo de la adopción de nombres de animales para funcionarios importantes, como Kbo Salawah, Menjangan Puguh, Lembu Agra, Gajah Kuning y Macan Putih. Entre estos funcionarios de alto rango mencionados en la inscripción, hay un título, Senapati Sarwwajala, o laksmana, un título reservado para los generales de la marina, lo que significa que Kediri tenía una armada durante su reinado.
De 1190 a 1200, el rey Çrngga gobernó Kediri, con el nombre oficial Çri maharaja çri Sarwweçwara Triwikramawataranindita Çrngga lancana Digwijayottunggadewa. Usó un cangkha (caparazón alado) en una luna creciente como su sello real.
El último rey de Kediri fue Kertajaya (1200-1222). Su sello real era Garudamukha, el mismo que el de Airlangga. En 1222 se vio obligado a entregar su trono a Ken Arok y así perdió la soberanía de su reino ante el nuevo reino de Singhasari. Este fue el resultado de su derrota en la batalla de Ganter. Este evento marcó el final de la era Kediri y el comienzo de la era Singhasari.: 185–187, 199 

## Kediri durante el período Majapahit
Según las inscripciones de Jiyu y Petak, durante el final de la era Majapahit en el siglo XV, hubo una breve resurrección de Daha (Kediri) como el centro del poder político, dirigido por Girindrawardhana en 1478 después de que logró derrotar a Kertabhumi. Pero duró poco, ya que un descendiente de Kertabhumi, que se convirtió en gobernante de Demak, aplastó a Daha en 1527.

## Relaciones con poderes regionales

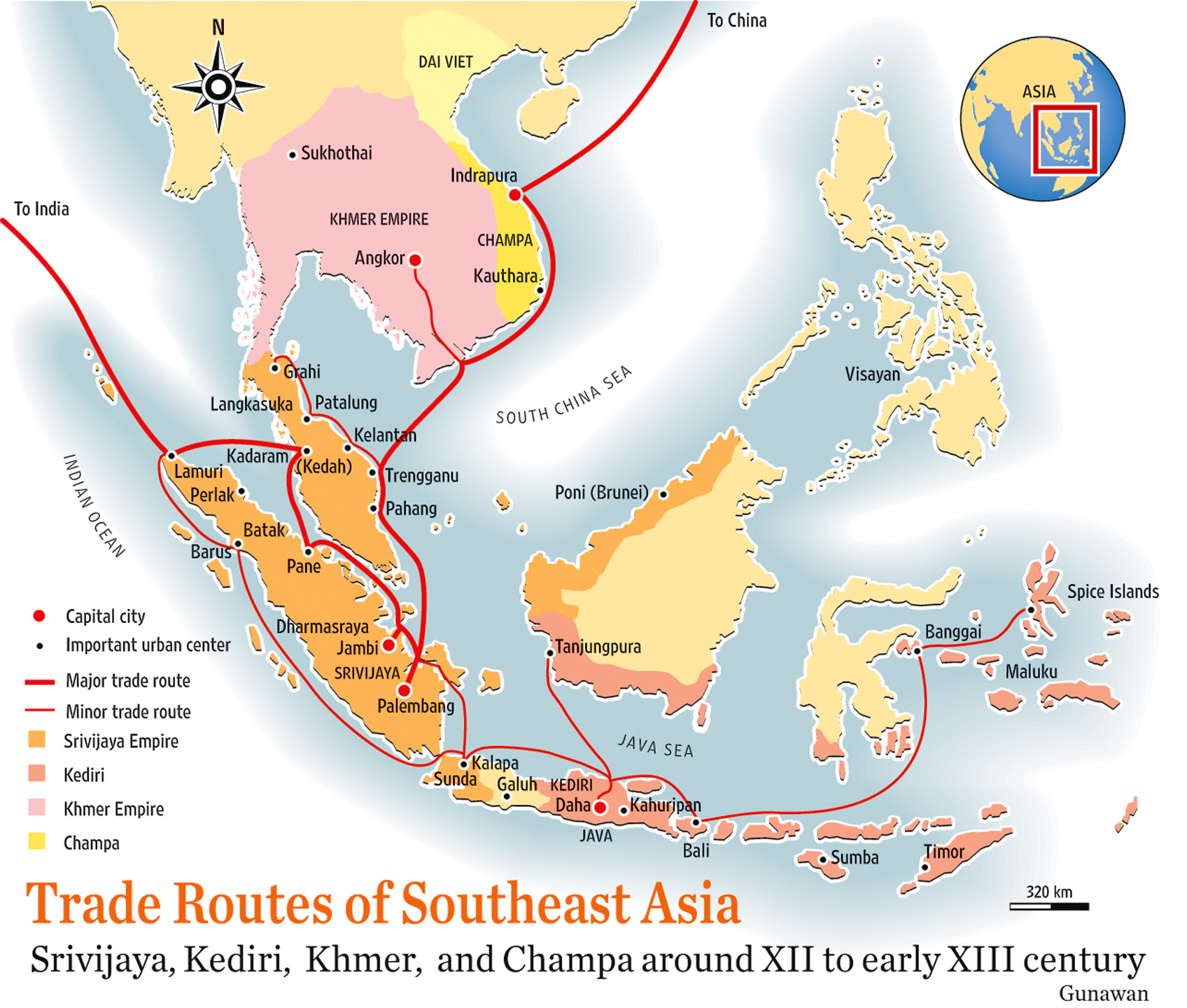
Srivijaya y Kediri alrededor del y principios del siglo XIII d. C.

El reino de Kediri existió junto al imperio de Srivijaya con sede en Sumatra durante los siglos XI al XII, y parece haber mantenido relaciones comerciales con China y, en cierta medida, con la India. El relato chino identifica este reino como Tsao-wa o Chao-wa (Java), los numerosos registros chinos existentes indican que los exploradores y comerciantes chinos frecuentaban este reino. Las relaciones con la India eran culturales, ya que numerosos rakawi (poeta o erudito) javaneses escribieron literaturas inspiradas en la mitología, creencias y epopeyas hindúes como el Mahabharata y el Ramayana.
En el siglo XI, la hegemonía de Srivijaya en el archipiélago de Indonesia comenzó a declinar, marcada por la invasión de Rajendra Chola a la península de Malaca y Sumatra. El rey Chola de Coromandel conquistó Kedah de Srivijaya. El debilitamiento de la hegemonía de Srivijaya  permitió la formación de reinos regionales, como Kediri, basados en la agricultura más que en el comercio. Más tarde, Kediri logró controlar las rutas comerciales de especias a Maluku.
Según una fuente china en el libro de Chu-fan-chi, escrito alrededor de 1225, Chou Ju-kua describió que en el archipiélago del sudeste asiático había dos reinos poderosos y ricos: Srivijaya y Java (Kediri). En Java, descubrió que la gente se adhiere a dos religiones: el budismo y la religión del brahmán (hinduismo). La gente de Java era valiente y de mal genio, y se atrevía a luchar. Sus pasatiempos favoritos eran las peleas de gallos y las peleas de cerdos. La moneda estaba hecha de una mezcla de cobre  plata y estaño.
El libro de Chu-fan-chi menciona que Java fue gobernada por un maharajá, que gobernó varias colonias: Pai-hua-yuan (Pacitan), Ma-tung (Medang), Ta-pen (Tumapel, ahora Malang), Hii- ning (Dieng), Jung-ya-lu (Hujung Galuh, ahora Surabaya), Tung-ki (Jenggi, Papúa Occidental), Ta-kang (Sumba), Huang-ma-chu (Papúa suroeste), Ma-li (Bali), Kulun (Gurun, identificado como Gorong o Sorong en Papua Occidental o una isla en Nusa Tenggara), Tan-jung-wu-lo (Tanjungpura en Borneo), Ti-wu (Timor), Pingya-i (Banggai en Sulawesi) y Wu-nu-ku (Maluku).
Con respecto a Srivijaya, Chou-Ju-Kua informó que Kien-pi (Kampe, en el norte de Sumatra) con una rebelión armada forzada se había liberado de Srivijaya y coronado a su propio rey. El mismo destino corrieron algunas de las colonias de Srivijaya en la península malaya que se liberaron de la dominación de Srivijaya. Sin embargo, Srivijaya seguía siendo el estado más poderoso y rico de la parte occidental del archipiélago. Las colonias de Srivijaya eran: Pong-fong (Pahang), Tong-ya-nong (Trengganu), Ling-ya-ssi-kia (Langkasuka), Kilan-tan (Kelantan), Fo-lo-an, Ji-lo-t ' ing (Jelutong), Ts'ien-mai (?), Pa-t'a (Paka), Tan-ma-ling (Tambralinga, Ligor o Nakhon Si Thammarat), Kia-lo-hi (Grahi, parte norte de la península malaya), Pa-lin-fong (Palembang), Sin-t'o (Sunda), Lan-wu-li (Lamuri en Aceh) y Si-lan. Según esta fuente, a principios del siglo XIII Srivijaya todavía gobernaba Sumatra, la península malaya y Java occidental (Sunda).
En cuanto a Sunda, el libro detalla que el puerto de Sunda (Sunda Kelapa) era excelente y estaba estratégicamente ubicado, y que la pimienta de Sunda estaba entre las de mejor calidad. La gente trabajaba en la agricultura; sus casas estaban construidas sobre pilotes de madera (rumah panggung). Sin embargo, el país estaba infestado de ladrones y bandoleros.

## Cultura

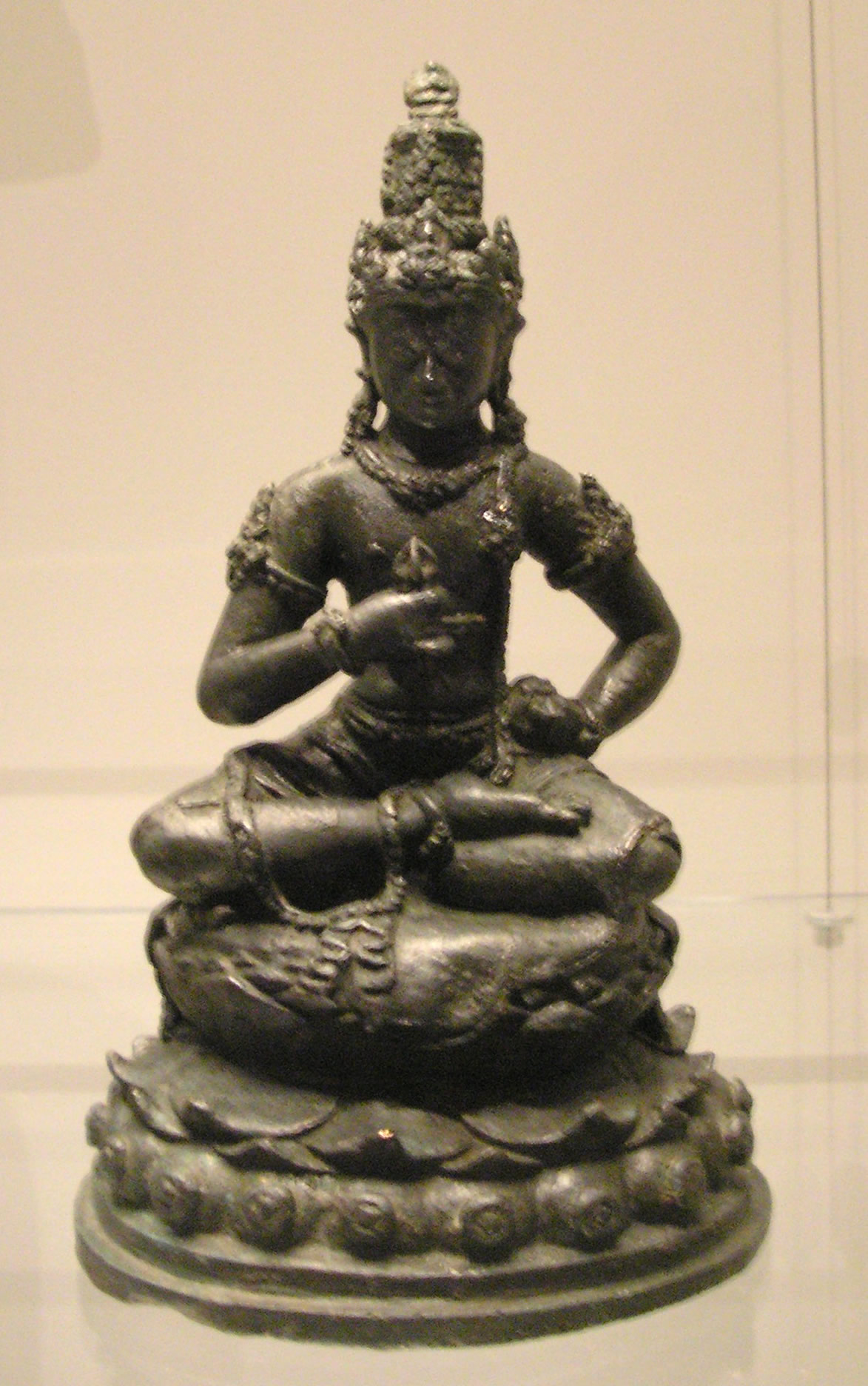
Vajrasattva. Java oriental, período Kediri, siglos X-XI d. C., bronce, 19,5 x 11,5 cm

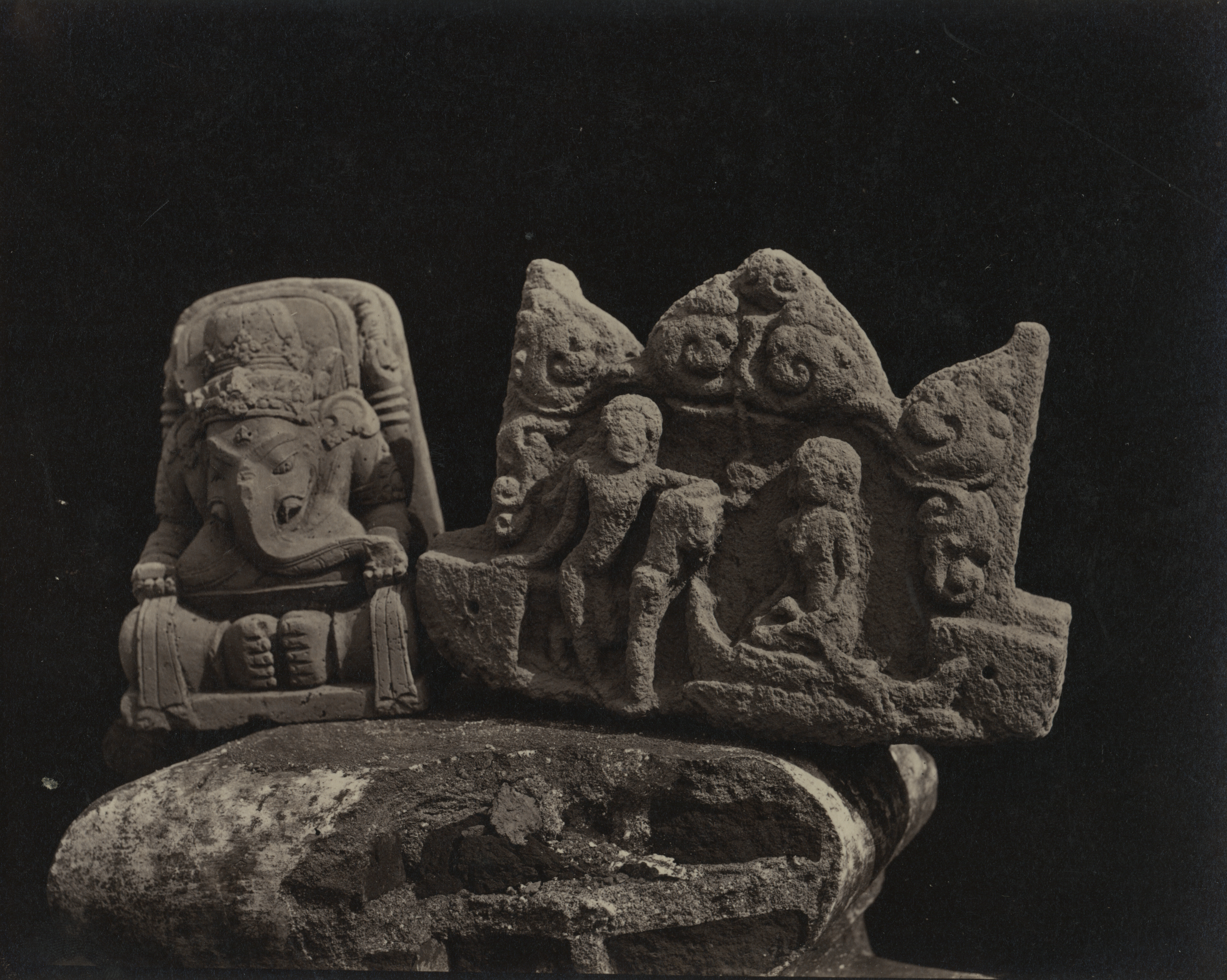
Ganesha y un fragmento de un templo en la residencia de Kediri, 1866-1867

Celebrada como una era de literatura floreciente, Kediri produjo contribuciones significativas en el campo de la literatura clásica javanesa. Junto a las obras literarias ya mencionadas, destacan también Lubdhaka y Wrtasancaya de Mpu Tanakung, Krisnayana de Mpu Triguna y Sumanasantaka de Mpu Monaguna.
El libro de Ling-wai-tai-ta compuesto por el autor chino Chou K'u-fei en 1178, dio un vistazo de la vida cotidiana en Kediri que no se puede encontrar en ningún otro material de origen, sobre el gobierno y el pueblo de Kediri. Según Chou K'u-fei, la gente usaba ropa que los cubría hasta las piernas, con un peinado suelto. Sus casas estaban limpias y bien arregladas con pisos hechos de piedras cortadas de color verde o amarillo. La agricultura, la ganadería y el comercio florecieron y obtuvieron toda la atención del gobierno. Informó que los javaneses habían adoptado granjas de gusanos de seda para producir ropa de seda y algodón en ese momento. No existía el castigo físico (cárcel o tortura) de los criminales. En cambio, las personas que cometían actos ilícitos se veían obligadas a pagar multas en oro, a excepción de los ladrones y asaltantes que eran ejecutados. En las costumbres matrimoniales, la familia de la novia recibía una cierta cantidad del precio de la novia de la familia del novio. En lugar de desarrollar un tratamiento médico, la gente de Kediri se basó en las oraciones a Buda.
El quinto mes del año, se celebraba un festival del agua con personas que viajaban en botes a lo largo del río para celebrar. El décimo mes se celebraba otro festival en la montaña. La gente se reunía allí para divertirse y tocar música con instrumentos como flautas, tambores y xilófonos de madera (una forma antigua de gamelán).
El Rey vestía ropas de seda, zapatos de cuero y ornamentadas joyas de oro. Llevaba el pelo recogido en la cabeza. Todos los días, recibiría a funcionarios estatales, administradores de su reino, en un trono cuadrado. Después de una audiencia, el funcionario estatal se inclinaba tres veces ante el rey. Si el rey viajaba fuera del palacio, montaba un elefante y lo acompañaban entre 500 y 700 soldados y funcionarios mientras sus súbditos, el pueblo de Kediri, se postraban cuando el rey pasaba.

## Economía
Según fuentes chinas, las principales ocupaciones del pueblo Kediri giraban en torno a la agricultura (cultivo de arroz), la cría de animales (ganado, jabalí, aves de corral) y el comercio de especias. Daha, la ciudad capital de Kediri, (se sugiere que esté en el mismo sitio que Kediri moderno) se encuentra tierra adentro, cerca del fértil valle del río Brantas. Del reino predecesor de Kahuripan de Airlangga, Kediri heredó los sistemas de riego, incluida la presa Wringin Sapta. La economía de Kediri se monetizó en parte, con monedas de plata emitidas por la corte real.
En períodos posteriores, la economía de Kediri pasó a depender más del comercio, especialmente del comercio de especias. Esto resultó del desarrollo de una armada por parte de Kediri, lo que les dio la oportunidad de controlar las rutas comerciales de especias a las islas orientales. Kediri recogió especias de los afluentes del sur de Kalimantan y las islas Maluku. Los indios y los asiáticos del sudeste luego transportaron las especias a los mercados mediterráneos y chinos a través de la Ruta de las Especias que unía una cadena de puertos desde el Océano Índico hasta el sur de China.

## Reyes de Kediri
- Gobernante desconocido 1042-1104 (la era de los reinos gemelos: Janggala y Kediri)
- Çri Jayawarşa Digjaya Çāstaprabhu 1104–1115
- Kameçwara, o Bamesvara, 1117–1130[2]: 168
- Jayabhaya, o Varmesvara, 1135–1179[2]: 168
- Sarvesvara 1159–1161[2]: 168
- Aryesvara reino en 1171[2]: 168
- Gandra, or Kroncharyadipa, reino en 1181[2]: 168
- Kamesvara 1182–1185[2]: 179
- Sringa or Kritajaya 1194–1222[2]: 180, 185

### General
- Soekmono, R, Drs., Pengantar Sejarah Kebudayaan Indonesia 2, 2nd ed. Penerbit Kanisius, Yogyakarta, 1973, 5th reprint edition in 1988

### Otras lecturas
- Saidihardjo, Dr. M. Pd., A.M, Sardiman, Drs., Sejarah untuk SMP, Tiga Serangkai, Solo, 1987, 4th reprint edition in 1990

- Datos: Q756895
- Multimedia: Kediri kingdom / Q756895